# NCSM Truro (J268)
Le NCSM Truro (pennant number J268) (ou en anglais HMCS Truro) est un dragueur de mines de la Classe Bangor lancé pour la Marine royale canadienne (MRC) et qui a servi pendant la Seconde Guerre mondiale.

## Conception
Le Truro est commandé, dans le cadre du programme de la classe Bangor de 1940-41, au chantier naval de Marine Industries Limited de Sorel, au Québec, au Canada. La pose de la quille est effectuée le 9 décembre 1940, le Truro est lancé le 30 juin 1941 et mis en service le 12 août 1942.
La classe Bangor doit initialement être un modèle réduit de dragueur de mines de la classe Halcyon au service de la Royal Navy,. La propulsion de ces navires est assurée par trois types de motorisation : moteur diesel, moteur à vapeur à pistons à double ou triple expansions et turbine à vapeur. Cependant, en raison de la difficulté à se procurer des moteurs diesel, la version diesel a été réalisée en petit nombre.
Les dragueurs de mines de classe Bangor version canadienne déplacent 601 tonnes en charge normale. Ils ont une longueur totale de 49,4 mètres, une largeur de 8,5 mètres et un tirant d'eau de 2,51 mètres. Ce navire est propulsé par un moteur diesel B&W 9 cylindres entraînant deux arbres d'hélices. Le moteur développe une puissance de 2 000 chevaux-vapeur (1 500 kW) et atteint une vitesse maximale de 16 nœuds (30 km/h).
Leur manque de taille donne aux navires de cette classe de faibles capacités de manœuvre en mer, qui seraient même pires que celles des corvettes de la classe Flower. Les versions à moteur diesel sont considérées comme ayant de moins bonnes caractéristiques de maniabilité que les variantes à moteur alternatif à faible vitesse. Leur faible tirant d'eau les rend instables et leurs coques courtes ont tendance à enfourner la proue lorsqu'ils sont utilisés en mer de face.
Les navires transportent 66 t de gazole.
Les navires de la classe Bangor sont également considérés comme exiguës pour les membres d'équipage, entassant 6 officiers et 77 matelots dans un navire initialement prévu pour un total de quarante.

## Histoire

### Seconde Guerre mondiale
Le Truro est mis en service le 27 août 1942 à Québec. Après son arrivée à Halifax, en Nouvelle-Écosse, en septembre, le dragueur de mines est affecté à la Western Local Escort Force (WLEF) (Force d'escorte locale de l'Ouest) en tant qu'escorte de convoi.
Déployé pour escorter des convois dans le golfe du Saint-Laurent, le convoi Québec-Sydney QS 33 appareille le 6 septembre 1942, escorté par la corvette Arrowhead, le Truro, le yacht armé Raccoon et deux vedettes (Motor Launch) Fairmile. À 23 h, le convoi, qui est suivi par des sous-marins U-Boote, est attaqué par le U-165. Le cargo grec Aeas est touché à deux reprises par des torpilles et coule en cinq minutes. À 2h10, des explosions ressemblant à des grenades sous-marines sont entendues à proximité de l'emplacement du Raccoon, mais le manque de communication fait croire aux autres escortes que ce n'est rien de significatif. En réalité, le U-165 a torpillé le yacht armé. Il n'y a pas de survivants. Le 7 septembre, le convoi est attaqué par un second U-Boot, le U-517. À 18h01, le sous-marin lance trois torpilles, chacune coulant un navire marchand. Le Arrowhead et le Truro contre-attaquent, mais ne réussirent qu'à maintenir le sous-marin sous les eaux,.
En juin 1943, le dragueur de mines rejoint le groupe d'escorte W-4.
Le Truro reste avec le W-4 jusqu'en mai 1944, date à laquelle il est transféré à la Sydney Force, la force de patrouille et d'escorte opérant depuis Sydney (Nouvelle-Écosse). En décembre, le dragueur de mines commence un carénage à Lunenburg (Nouvelle-Écosse), qui prend jusqu'en février 1945 pour être terminé. Après le carénage, le navire est brièvement affecté à la Halifax Force, la force de patrouille et d'escorte opérant depuis Halifax avant de rejoindre de nouveau la Sydney Force. Le navire reste avec la Sydney Force jusqu'en juin 1945.

### Après-guerre
Le Truro est désarmé le 31 juillet 1945 à Sydney et transféré à la Gendarmerie royale du Canada (GRC) (Royal Canadian Mounted Police) pour devenir le NCSM Herchmer le 3 août 1945,. Le navire est vendu le 6 août 1946 pour être transformé en navire marchand et le navire réapparaît sous le nom de Gulf Mariner de 609 tonneaux.
Le navire marchand reste en service jusqu'en 1964, date à laquelle les plans de conversion du navire en drague suceuse échouent. Le Gulf Mariner est abandonné le long des rives du fleuve Fraser et démantelé au Canada en 1964,.

### Honneurs de bataille
- Gulf of St. Lawrence 1942-44

### Participation auxconvois
Le Truro a navigué avec les convois suivants au cours de sa carrière:
1. Convoi BX 43
2. Convoi BX 215
3. Convoi HX 219
4. Convoi HX 228
5. Convoi HX 236
6. Convoi HX 266
7. Convoi HX 271
8. Convoi HX 273
9. Convoi HX 287
10. Convoi HX 288
11. Convoi HX 298
12. Convoi HX 299
13. Convoi HX 301
14. Convoi HX 323
15. Convoi HX 357
16. Convoi ON 138
17. Convoi ON 140
18. Convoi ON 146
19. Convoi ON 147
20. Convoi ON 155
21. Convoi ON 163
22. Convoi ON 176
23. Convoi ON 207
24. Convoi ON 211
25. Convoi ON 213
26. Convoi ON 215
27. Convoi ON 218
28. Convoi ON 233
29. Convoi ON 238
30. Convoi ON 254
31. Convoi ON 258
32. Convoi ON 296
33. Convoi ON 302
34. Convoi ONS 8
35. Convoi ONS 11
36. Convoi ONS 28
37. Convoi ONS 30
38. Convoi SC 110
39. Convoi SC 117
40. Convoi SC 118
41. Convoi SC 154
42. Convoi XB 43
43. Convoi XB 56
44. Convoi XB 62
45. Convoi XB 96

### Commandement
- T/Skipper/Lieutenant (T/Skpr/Lt.) John Eastwood Taylor (RCNVR) du 27 août 1942 au 1er août 1943
- T/Lieutenant (T/Lt.) William Grant Garden (RCNVR) du 2 août 1943 à 27 mars 1944
- T/Lieutenant (T/Lt.) Ronald Charles Grigg Merriam (RCNVR) du 28 mars 1944 au 31 juillet 1945

Notes:
RCNVR: Royal Canadian Naval Volunteer Reserve 